# FC Dinamo Minsk
FC Dinamo Minsk este un club de fotbal din Belarus, având sediul în capitala Minsk. Își joacă meciurile de acasă pe stadionul Dinamo, stadion de 41.000 de locuri. A participat și în prima divizie sovietică de fotbal, jucând 39 de campionate din 54 și câștigând trofeul în 1982. Clubul a fost înființat în 1927, desființat în 1954 și reînființat în același an sub denumirea de Spartak revenind în 1962 la denumirea de Dinamo.

## Foste denumiri
- 1927 Club fondat cu numele Dynamo Minsk
- 1954 Desființat
- 1954 Refondat ca Spartak Minsk
- 1959 Belarus Minsk
- 1962 Dynamo Minsk

## Titluri
- Prima Ligă Bielorusă: 1992, 1993, 1994, 1995, 1996, 1997, 2004
- Cupa Bielorusiei (3): 1992, 1994. 2003
- Campionatul URSS: 1982
- URSS Bielorusia (3): 1945, 1951, 1975

## Europa
- UEFA Europa League
  -  Faza Grupelor (1) : 2015

## Foști antrenori
- Leonard Adamov (1974-1977)
- Oleh Bazilevich (1977-1978)
- Alexandr Piskarev (2000-01)
- Edward Vasilevski (2001-03)
- Andrei Zygmantovich (2003-04)
- Anatoli Baidachny (2004-05)
- Yuri Shukanov (2005-06)
- Slavoljub Muslin (2008-2009)
- Kirill Alshevskiy (2009)